# Wereldtuberculosedag
Wereldtuberculosedag valt ieder jaar op 24 maart en is bedoeld om de bewustwording te creëren over de wereldwijde epidemie van tuberculose (tbc) en de bestrijding hiervan.

## Geschiedenis
Op 24 maart 1882 maakte Robert Koch aan een kleine groep wetenschappers van de Universiteit van Berlijn bekend dat hij de bacterie Mycobacterium tuberculosis, die tuberculose veroorzaakt, had ontdekt. In 1905 heeft hij hiervoor de Nobelprijs voor de Geneeskunde ontvangen. Pas 100 jaar later, op 24 maart 1982, stelden de IUATLD en de WHO voor om deze dag in te luiden als de eerste Wereldtuberculosedag. Dit voorstel was een onderdeel van een samenwerking tussen beide organisaties onder de naam "Defeat TB" Now and Forever. Wereldtuberculosedag werd niet meteen officieel erkend door de WHO "Health Assembly" en de Verenigde Naties als officiële jaarlijkse gebeurtenis. Dit gebeurde pas tien jaar later.
In het najaar van 1995 waren de WHO en Koninklijke Nederlandse Centrale Vereniging tot bestrijding ter tuberculose gastheer van de eerste Wereldtuberculosedag in Den Haag, Nederland. Tijdens Wereldtuberculosedag 1997 hield de WHO een persconferentie in Berlijn waar WHO-directeur-generaal Hiroshi Nakajima verklaarde dat de "DOTS-methode" de grootste gezondheidsdoorbraak van dat decennium was.
In 1998 voerden bijna 200 verschillende organisaties activiteiten op Wereldtuberculosedag. Tevens was er een persconferentie van de WHO waar voor het eerst een ranglijst kwam met de 22 landen waar de tbc-besmetting het hoogste was.

## Acties in Nederland
De organisatie KNCV Tuberculosefonds voert tijdens Wereldtuberculosedag verschillende acties. Een terugkomende actie is het omdoen van een mondkapje om standbeelden. Het mondkapje staat symbool voor de strijd tegen tbc. Met deze publieksactie doen verschillende organisaties mee, waaronder de Gemeentelijke gezondheidsdienst (GGD).